# Vrijmarkt (film)
Vrijmarkt  is een Nederlandse film van Hans Hylkema uit 1997 voor de Nederlandse omroepvereniging NCRV.

## Verhaal
Een Somalische jongen, Percy, die na veel omzwervingen in Nederland terechtgekomen is, wordt door een meisje aangetroffen in een container in de haven. Hij spreekt geen Nederlands en kan alleen via tekeningen communiceren. In de chaos van de vrijmarkt op Koninginnedag in Amsterdam blijkt hij getuige te zijn geweest van een incident tussen kinderen en agressieve handelaren dat herinneringen opriep aan zijn traumatische verleden.

## Acteurs
| Acteur                   | Personage |
| ------------------------ | --------- |
| Anneke Blok              |           |
| Bert Geurkink            |           |
| Sylvia Holstijn          |           |
| Onno Hooimeyer           |           |
| Stephanie van der Schley |           |
| Mohamed Shirwa           |           |
| Jaap Spijkers            |           |
| Jack Wouterse            |           |

## Prijzen en nominaties
- 1998: Prize of the Children's Short Film Competition (Oberhausen International Short Film Festival) - Hans Hylkema